# Lesvos Kolpos Geras, Elos Ntipi Kai Oros Olympos – Potamos Evergetoulas
Lesvos Kolpos Geras, Elos Ntipi Kai Oros Olympos – Potamos Evergetoulas este o arie protejată (arie specială de conservare — SAC, sit de importanță comunitară — SCI) din Grecia întinsă pe o suprafață de 11.918,14 ha, integral pe uscat.

## Localizare
Centrul sitului Lesvos Kolpos Geras, Elos Ntipi Kai Oros Olympos – Potamos Evergetoulas este situat la coordonatele 39°05′25″N 26°29′27″E / 39.090249°N 26.490709°E.

## Înființare
Situl Lesvos Kolpos Geras, Elos Ntipi Kai Oros Olympos – Potamos Evergetoulas a fost declarat sit de importanță comunitară în aprilie 1997 pentru a proteja 1 specie de plante și 6 specii de animale. Situl a fost protejat și ca arie specială de conservare în martie 2011.

## Biodiversitate
Situată în ecoregiunile marină mediteraneană și mediteraneană, aria protejată conține 17 habitate naturale: Bancuri de nisip acoperite în permanență slab de apă marină, Straturi cu Posidonia (Posidonion oceanicae), Lagune de coastă, Golfuri mici largi și golfuri puțin adânci, Recifuri, Vegetație anuală la limita mareei, Salicornia și alte specii anuale care populează regiunile mlăștinoase și nisipoase, Pășuni mediteraneene udate de apa mării (Juncetalia maritimi), Tufărișuri halofile mediteraneene și termo-atlantice (Sarcocornetea fruticosi), Lande oro-mediteraneene cu formațiuni endemice de grozamă, Sarcopoterium spinosum phryganas, Pseudostepă cu ierburi și specii anuale de Thero-Brachypodietea, Pante stâncoase calcaroase cu vegetație casmofită, Păduri de Castanea sativa, Păduri de Platanus orientalis și Liquidambar orientalis (Platanion orientalis), Păduri de pin (sub-) mediteraneene cu pini negri endemici, Păduri de pin mediteraneene cu pini mezogeni endemici.
La baza desemnării sitului se află mai multe specii protejate:
- plante (1): Himantoglossum jankae
- pești (2): Aphanius fasciatus, Barbus pergamonensis
- reptile (4): țestoasa de baltă (Emys orbicularis), Mauremys rivulata, Testudo graeca, elaphe situla (Zamenis situla)

Pe lângă speciile protejate, pe teritoriul sitului au mai fost identificate 36 de specii de plante, 4 specii de amfibieni, 1 specie de mamifere, 7 specii de nevertebrate, 7 specii de reptile.